# Mesoneura
Mesoneura är ett släkte av steklar som beskrevs av Hartig 1837. Mesoneura ingår i familjen bladsteklar.
Släktet innehåller bara arten Mesoneura opaca.